# Saint-Étienne-Roilaye
Saint-Étienne-Roilaye ist eine nordfranzösische Gemeinde mit 292 Einwohnern (Stand: 1. Januar 2022) im Département Oise in der Region Hauts-de-France (vor 2016 Picardie). Sie gehört zum Arrondissement Compiègne und zum Kanton Compiègne-2 (bis 2015 Attichy). 

## Geografie
Saint-Étienne-Roilaye liegt etwa 18 Kilometer ostsüdöstlich von Compiègne am Flüsschen Vandy, das der Aisne zuströmt. Umgeben wird Saint-Étienne-Roilaye von den Nachbargemeinden Cuise-la-Motte im Norden, Croutoy im Nordosten, Chelles im Osten, Retheuil im Süden sowie Pierrefonds im Westen.

## Bevölkerungsentwicklung
| Jahr      | 1962 | 1968 | 1975 | 1982 | 1990 | 1999 | 2006 | 2013 |
| Einwohner | 199  | 198  | 210  | 246  | 258  | 320  | 324  | 330  |

## Sehenswürdigkeiten
Siehe auch: Liste der Monuments historiques in Saint-Étienne-Roilaye
- Gallorömische Siedlungsreste, seit 1922 Monument historique
- Kirche Saint-Étienne, seit 1947 Monument historique

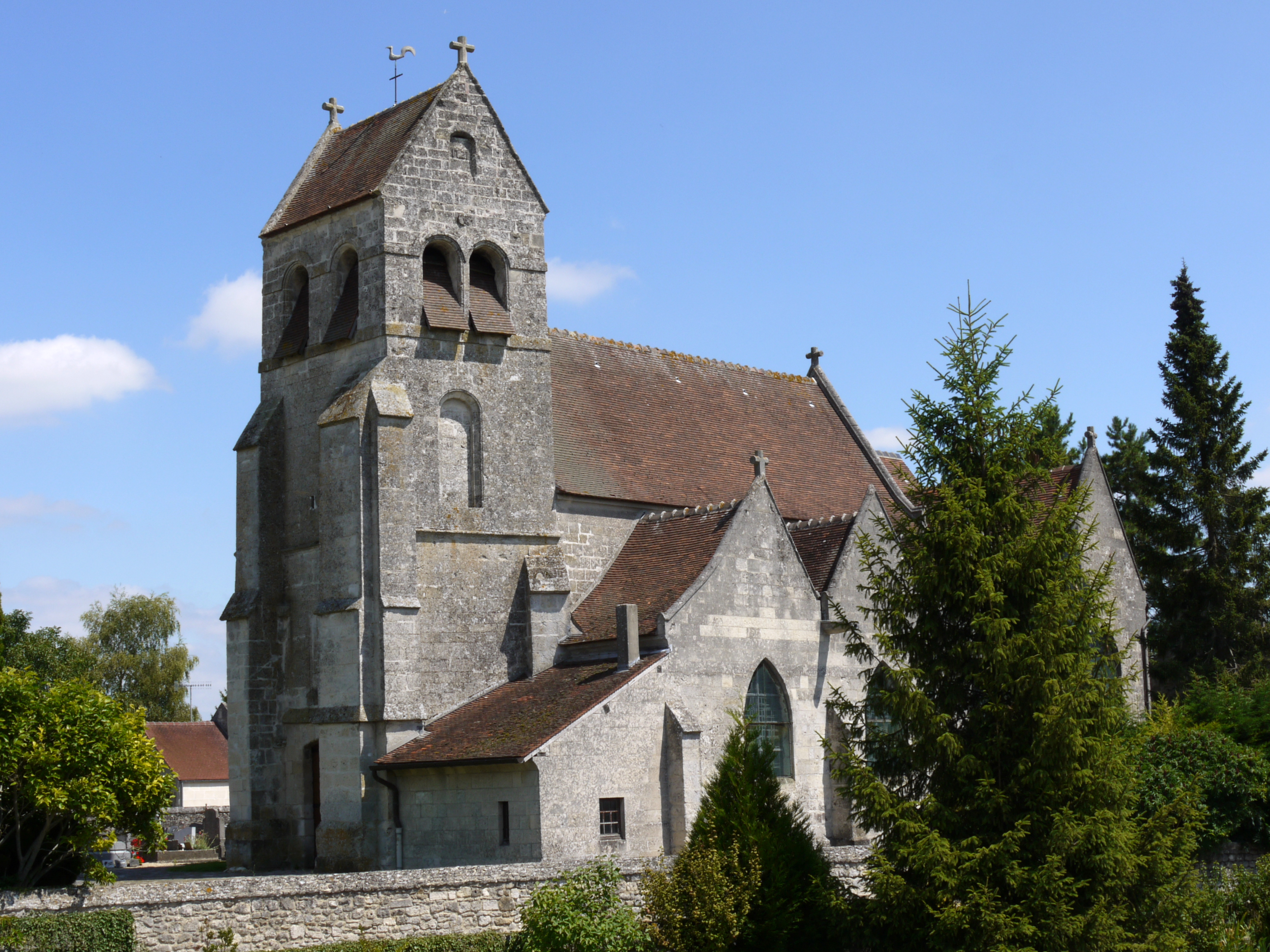
Kirche Saint-Étienne